# Église Saint-Martin de Pressagny-l'Orgueilleux
L'église Saint-Martin est un édifice religieux situé sur la commune de Pressagny-l'Orgueilleux, dans le département français de l'Eure.

## Historique

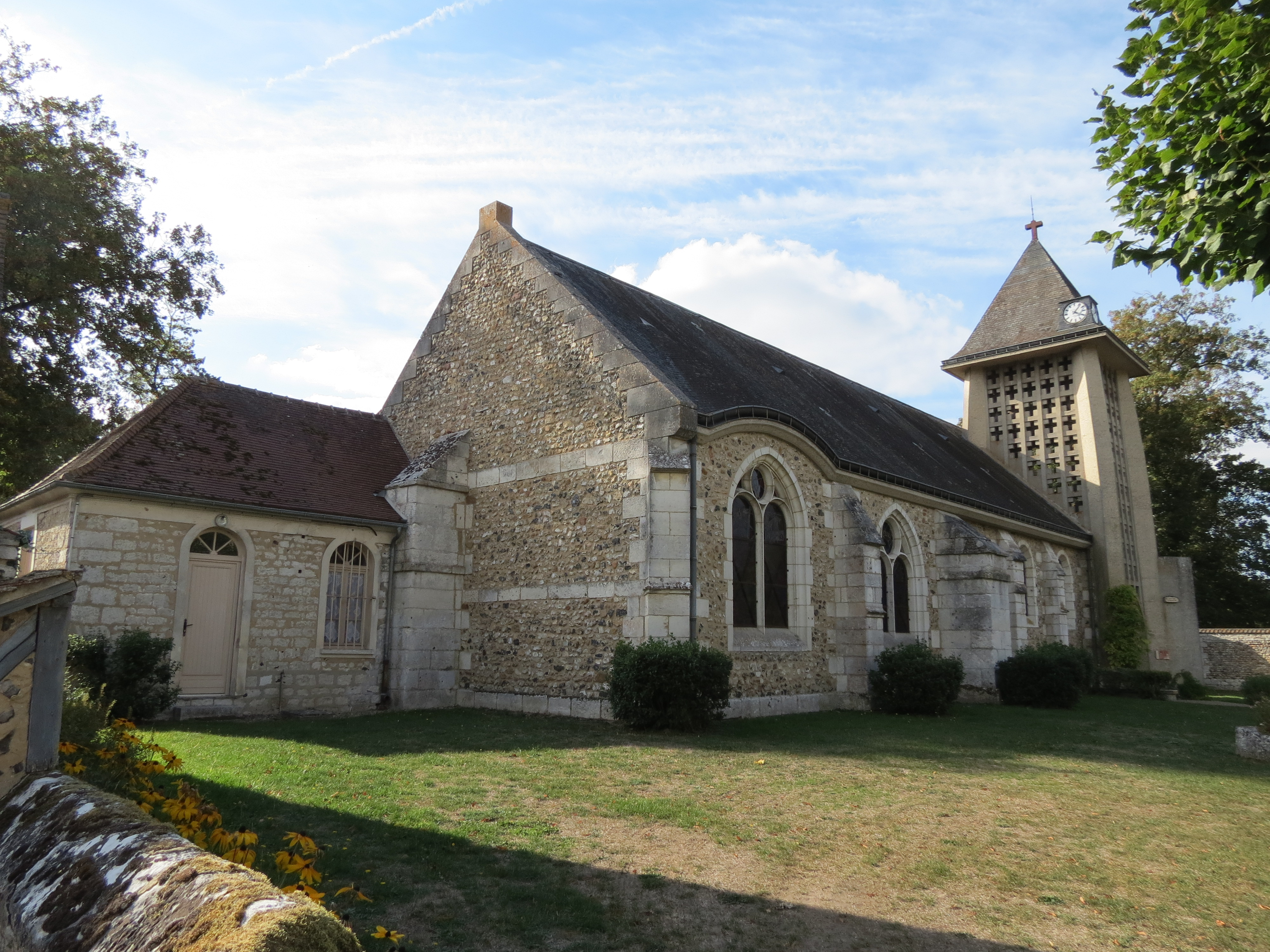
Chevet de l'église Saint-Martin.

Le site qu'occupe l'église est très anciennement peuplé puisqu'on a retrouvé des vestiges de l'âge du fer ainsi que de celui de l'Hallstatt. L'église est du XIIIe siècle : elle comporte simplement un chœur, un transept et une nef qui sont doublés au XVIe siècle pour augmenter la capacité d'accueil des fidèles.
En 1957, une nouvelle église est inaugurée, reconstruite partie en moellons, partie en béton armé (clocher), sur les plans de l'architecte Henri Pottier.

## Architecture
L'église est faite de silex avec une ceinture en pierre de Vernon ; la construction est assez pauvre ce qui témoigne de l'indigence de cette paroisse. D'après Auguste Le Prévost, la première mention du qualificatif orgueilleux, comme de celle de l'église, remonte à 1450.
Les vitraux sont gothiques sans décoration particulière hormis qu'il s'agit d'un gothique tardif puisque les ouvertures sont importantes en façade. Une iconographie originale est présente dans les vitraux, celle de Marie tenant un filet de pêcheur.
Les vitraux, pour le plus ancien conservé, sont du XIVe siècle et ont fait l'objet d'une étude de Danielle Gaborit-Chopin.